# 산조 사네토미
산조 사네토미(일본어: 三条実美, 1837년 3월 13일~1891년 2월 18일)는 일본 제국의 정치인이다. 메이지 정부의 초기의 최고 관직인 태정대신을 지냈고 이후 내각제도가 확립되자 천황의 보좌역인 초대 내대신에 올랐다. 작위는 공작.

## 생애
교토 조정의 증우대신이었던 아버지 산조 사네쓰무와 도사번주 야마우치 도요카즈의 딸인 기코(紀子)의 사이에서 태어났다. 1854년 형 산조 긴무쓰가 요절하자 가독을 승계하였고, 부인은 관백을 역임한 다카쓰카사 스케히로의 딸인 하루코(治子)이다.
공가 출신의 존왕양이파로서 메이지 유신 이전부터 막부에 존왕양이를 강력히 권고하였다. 이후 반막부 운동에 뛰어들어 각 번을 돌며 반막부 세력을 규합하는데 힘썼다. 이후 친막부 세력에 의해 체포되어 3년간의 연금생활을 하였다.
1867년 대정봉환 이후 새롭게 수립된 정권에서 의정(議定)이 되었고 1868년에는 부총재, 보신 전쟁 때는 간토 관찰사로서 에도에 부임했다. 1871년에는 신정부의 최고 직위인 태정대신이 되었다. 또한 화족령에 의해 귀족 최고위인 공작위를 수여 받았다.
1873년 정한론이 대두되어 사이고 다카모리, 이타가키 다이스케를 비롯한 정한파와, 이와쿠라 도모미와 오쿠보 도시미치 등의 반대파가 대립하여 정부기능이 마비되자 이와쿠라를 대리하여 정부업무를 관장하였다. 산조는 태정대신 시절 명목상 정부의 최고직에 있으면서 조정역을 맡았으나 이토 히로부미의 주도로 1885년 태정관 제도가 폐지되고 제1차 이토 내각이 들어서자, 천황의 보좌역인 내대신이 되었다.

### 총리
구로다 내각이 존재 중인 1889년 외무정책에 불만을 품은 우익 단체의 테러에 의해서 외무대신 오쿠마 시게노부가 부상을 입어 정국이 요동치자 구로다 기요타카 총리가 사임하였다. 이때 내각이 총사퇴 하지 않고 메이지 천황의 명에 따라 산조가 내대신 겸 총리대신이라는 직함으로 '산조 잠정 내각'을 유지하였다. 이는 새로운 헌법상에서는 위법이었으나, 당시 일본 제국 헌법이 제정은 되었지만, 아직 공포되지 않았기 때문에 가능했다. 두 달간 짧은 겸임을 한 후 제1차 야마가타 내각이 성립하면서 총리직에서 물러났다.